# Szecsuáni földirigó
A szecsuáni földirigó (Zoothera griseiceps) a madarak (Aves) osztályának verébalakúak (Passeriformes) rendjébe, ezen belül a rigófélék (Turdidae) családjába tartozó faj.

## Rendszerezése
A fajt Jean Théodore Delacour amerikai ornitológus írta le 1930-ban, az Oreocincla nembe Oreocincla griseiceps néven. Egyes szervezetek a nepáli földirigó (Zoothera mollissima) alfajaként sorolják be Zoothera mollissima griseiceps néven.

## Előfordulása
Kína és Vietnám területén. Természetes élőhelyei a szubtrópusi vagy trópusi hegyi esőerdők, gyepek és cserjések, valamint szántóföldek. Magassági vonuló.

## Természetvédelmi helyzete
Az elterjedési területe rendkívül nagy, egyedszáma pedig stabil. A Természetvédelmi Világszövetség Vörös listáján nem fenyegetett fajként szerepel.